# 帕羅奧圖
帕羅奧圖是美国加利福尼亚州聖克拉拉縣內的一座城市，位于旧金山湾区西南部，在山景城和門洛公園市中間，西方毗鄰史丹佛大學所在地斯坦福。
帕羅奧圖这个名字是来自于两个西班牙语的词，“Palo”，意为树，与“Alto”，意为高。所说的“高树”现在还存在，称为“埃尔帕洛阿尔托”位于埃尔帕洛阿尔托公园（El Palo Alto Park）。专家估计该树的年龄已经超过一千岁了。

## 地理
帕羅奧圖位于旧金山湾区南部，离旧金山50公里左右，在101号美国国道与美国公路280中间。加州公路82（国王大道）也经过帕洛阿尔托。
帕羅奧圖在西北边与门洛帕克接壤，在东北边与东帕洛阿尔托（East Palo Alto，与帕羅奧圖不是同一个城市）接壤，在南边与洛斯阿图斯市接壤，以及在东南与接壤。离帕羅奧圖最近的大城市是圣何塞和旧金山。
根据美国人口调查局的资料，帕羅奧圖的面积为66.4平方公里（25.6平方英里），其中61.3平方公里（23.7平方英里）是陆地、5.1平方公里（2平方英里）或7.6%的面积是水。

## 經濟
著名的施乐帕洛阿尔托研究中心成立于该市，该研究中心拥有许多高科技成果以及发明了很多高科技产品，如以太网、Smalltalk程式语言、激光打印机、图形用户界面、鼠标等。而知名社交網站Facebook總部亦曾設於帕羅奧圖市。
世界闻名的院校斯坦福大学也与帕羅奧圖相邻。该院校与帕洛阿尔托的历史一直很有关系：利蘭·史丹佛，该大学的成立者，成功地推动了帕羅奧圖这座城市于1895年的建立。
许多人将帕羅奧圖称为硅谷的中心，因为它拥有很多高科技公司。据说是由两位當時在斯坦福大學研究室工作的威廉·惠利特与大衛·普克德在他们房子的车库里于1939年成立了惠普公司（HP）後，由此便带动了了硅谷的出现。至今，惠普的总部仍位于帕羅奧圖。兩人創業的車庫被保存下來，名為「惠普車庫」，政府列入加州歷史地標與國家史蹟名錄。
被合稱為「八叛逆」的8名半導體工程師也在這座城市成立仙童半導體公司，並於1959年發明出第一顆商用集成電路，該公司創業時的廠房亦被列為加州歷史地標。
據該市的2021年度綜合財政報告，員工數前十大的企業或組織如下：
| #  | 雇主                               | # 員工人數 |
| -- | ---------------------------------- | ---------- |
| 1  | 斯坦福医疗保健                     | 5,500      |
| 2  | 惠普                               | 5,000      |
| 3  | 史丹佛大學                         | 4,060      |
| 4  | 退伍軍人事務部帕羅奧圖健康照護系統 | 3,900      |
| 5  | 露西·帕卡德兒童醫院                | 3,500      |
| 6  | VMware                             | 3,500      |
| 7  | SAP Ariba（SAP的子公司）           | 3,500      |
| 8  | 瓦里安医疗系统                     | 3,300      |
| 9  | 特斯拉                             | 2,650      |
| 10 | 帕羅奧圖醫學基金會                 | 2,200      |

## 分區
因为现在的帕洛阿尔托以前分为两个不同的城市（帕洛阿尔托南部以前属于美福德市被帕洛阿尔托合并了），所以帕洛阿尔托共有两个中心：
- 帕洛阿尔托闹区（Downtown Palo Alto），位于大学大街（University Avenue），有许多餐厅与商店。
- 帕洛阿尔托商业区（Business District），位于加州大街（California Avenue）与历史性道路国王大道（El Camino Real）的交叉处，虽然没有闹区大但也有许多餐厅、银行、干洗店等。本地区本来是美福德（Mayfield）的中心。

## 交通
帕洛阿尔托共有三个加州火車車站：帕罗奥图站、站、加利福尼亚大街站。斯坦福站离斯坦福体育场很近，如果当天体育场没有体育会的话，火车就不会在该站停车。平时每隔半个小时便有一列火车，不过在加州大街站每隔两列才停一列。火车的北终点站是旧金山，在帕洛阿尔托搭乘的话一个小时左右就能到；南终点站是聖荷西，乘半个小时就能到达。乘客乘坐该火车也能到达旧金山国际机场（在密爾布瑞站下车）。

## 氣候
| 帕羅奧圖          | 帕羅奧圖    | 帕羅奧圖    | 帕羅奧圖    | 帕羅奧圖    | 帕羅奧圖    | 帕羅奧圖    | 帕羅奧圖    | 帕羅奧圖    | 帕羅奧圖    | 帕羅奧圖    | 帕羅奧圖    | 帕羅奧圖    | 帕羅奧圖    |
| 月份              | 1月         | 2月         | 3月         | 4月         | 5月         | 6月         | 7月         | 8月         | 9月         | 10月        | 11月        | 12月        | 全年        |
| ----------------- | ----------- | ----------- | ----------- | ----------- | ----------- | ----------- | ----------- | ----------- | ----------- | ----------- | ----------- | ----------- | ----------- |
| 平均高温 °F（°C） | 57.3 (14.1) | 61.2 (16.2) | 64.2 (17.9) | 68.4 (20.2) | 73.0 (22.8) | 77.4 (25.2) | 78.4 (25.8) | 78.5 (25.8) | 78.2 (25.7) | 73.0 (22.8) | 64.4 (18.0) | 57.9 (14.4) | 69.3 (20.7) |
| 平均低温 °F（°C） | 38.5 (3.6)  | 41.3 (5.2)  | 43.2 (6.2)  | 44.7 (7.1)  | 48.6 (9.2)  | 52.6 (11.4) | 54.9 (12.7) | 54.8 (12.7) | 52.6 (11.4) | 48.0 (8.9)  | 42.7 (5.9)  | 38.2 (3.4)  | 46.7 (8.2)  |
| 平均降水量 （mm） | 3.21 (82)   | 2.91 (74)   | 2.22 (56)   | .99 (25)    | .37 (9.4)   | .08 (2.0)   | .02 (0.51)  | .05 (1.3)   | .17 (4.3)   | .72 (18)    | 1.74 (44)   | 2.72 (69)   | 15.20 (386) |
| 来源：            |             |             |             |             |             |             |             |             |             |             |             |             |             |

## 知名人物
- 林書豪：NBA首位華裔美國人球員
- 史蒂夫·乔布斯：蘋果公司共同創辦人，創業後在帕洛阿尔托購屋居住。
- 詹姆斯·弗兰科：好莱坞演员，曾出演过哥伦比亚电影公司与漫威漫画的蜘蛛侠系列电影，饰演哈里·奥斯本（绿魔二世）。
- 拉里·佩奇：谷歌公司共同创办人。
- 马克·扎克伯格：Facebook（中国称：脸書）电脑程序员企业家，Facebook创始人，在创建了Facebook后，搬到这里。

## 友好城市
- 法國 阿尔比